# Il demone sotto la pelle
Il demone sotto la pelle (Shivers) è un film del 1975 scritto e diretto da David Cronenberg. Fu il primo film del regista canadese a essere distribuito a livello internazionale. Pur essendo una delle prime opere del regista, presenta subito quelle che saranno alcune caratteristiche portanti dei suoi film successivi: il nemico che viene da dentro il corpo, il rapporto malato con la carnalità e la malattia.

## Trama
Lo scienziato Emil Hobbes si occupa di riportare alla luce gli istinti umani che, a suo dire, sono troppo soffocati dalla razionalità del cervello, sfruttando un parassita capace di inoculare nell'organismo ospitante un liquido che ne risveglia le volontà sopite. Il dott. Hobbes sperimenta il parassita su Annabelle Brown, una diciannovenne sua amante, ma questa, avendo rapporti sessuali con diversi uomini, fa proliferare il parassita nel complesso residenziale dove abita. Lo scienziato capisce che l'esperimento gli è sfuggito di mano e, dopo avere strangolato la ragazzina, si uccide, ma in breve il parassita infetta tutti gli abitanti del complesso residenziale che diventano improvvisamente pazzi di sesso.

## Accoglienza
Il giornalista canadese Robert Fulford denigrò i contenuti del film sulle pagine della rivista nazionale Saturday Night. Dal momento che il film di Cronenberg era stato in parte finanziato dal fondo governativo del Canadian Film Development Corporation (o Telefilm Canada), quindi indirettamente dalle tasse dei contribuenti, Fulford intitolò l'articolo You Should Know How Bad This Movie Is, You Paid For It (letteralmente "Dovreste proprio sapere quanto è brutto questo film, l'avete pagato voi!"). Questo attacco, diretto e ben pubblicizzato, creò molte difficoltà a Cronenberg nel reperire finanziamenti per i film successivi. Inoltre Cronenberg sostenne che l'articolo di Fulford fu addirittura la causa dello sfratto che subì dal suo appartamento di Toronto.
A dispetto dell'articolo di Fulford, Shivers è stato accolto in modo molto positivo dalla critica mondiale. Sul sito Rotten Tomatoes ha l'87% di freschezza, basato su 23 recensioni e un voto medio di 6,9 su 10. Una recensione che ha permesso al film di circolare in tutto il resto del mondo è stata quella di Roger Ebert, che lo ha lodato dal punto di vista delle sue innovazioni, ma gli ha dato comunque 2 stelle e mezzo su 4 per il fatto che sia diventato datato in brevissimo tempo, surclassato da altre opere come il film falso-snuff Snuff.